# Galatasaray Istanbul/Saison 2015/16

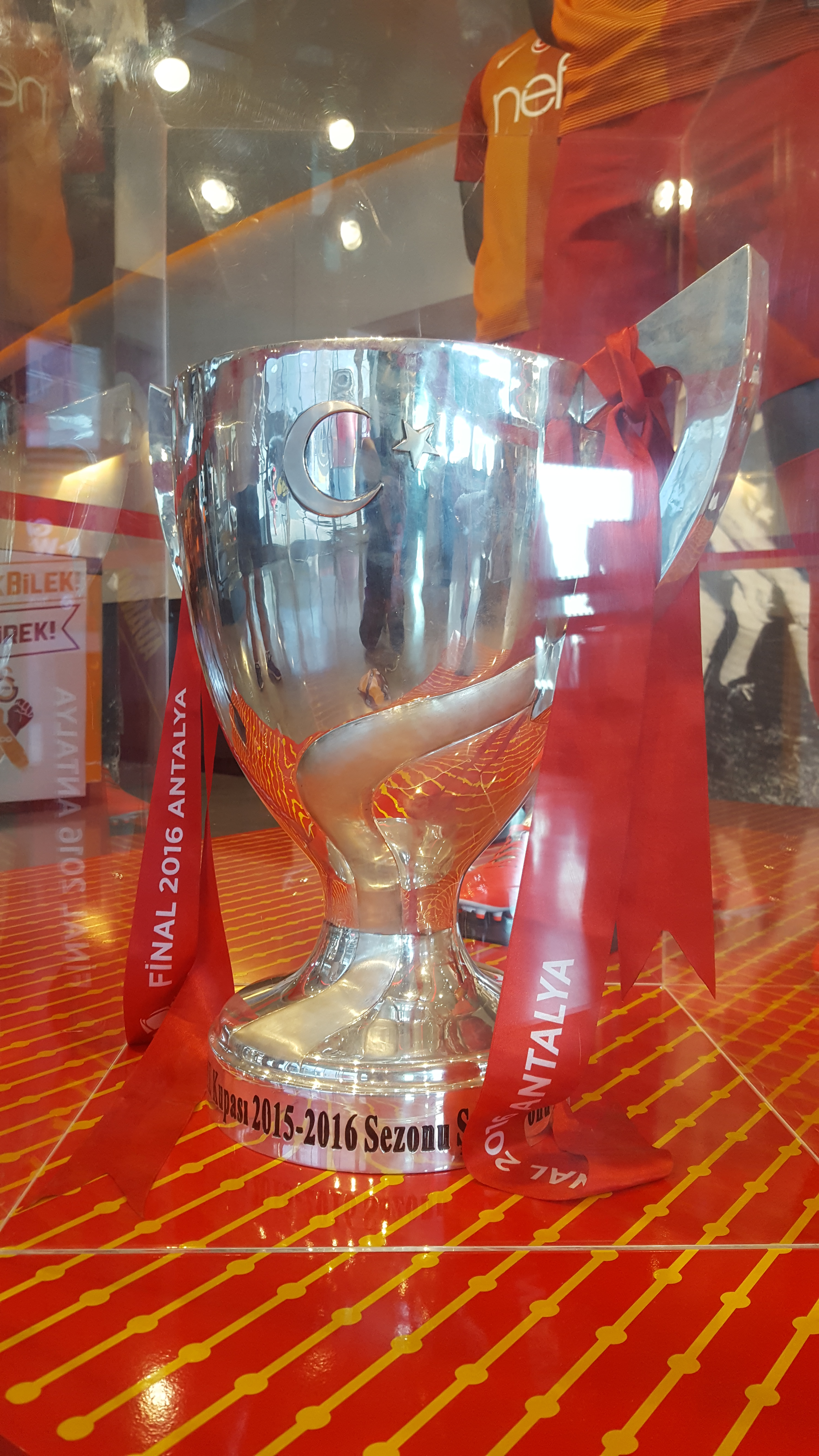
Türkischer Pokal 2015/16

Die Saison 2015/16 von Galatasaray Istanbul war die 108. Saison in der Vereinsgeschichte und die 58. Saison in der türkischen Liga, der Süper Lig. Der Klub beendete die Saison auf dem 6. Platz. Die Türkiye Kupası gewann Galatasaray in dieser Spielzeit zum 17 Mal. In der UEFA Champions League schieden die Gelb-Roten in der Gruppenphase als Dritter aus und nahmen weiter an der UEFA Europa League teil, in welcher sie im Sechzehntelfinale ausschieden.

## Personalien

### Kader
| Nr.        | Nat.                                 | Name               | Geburtsdatum  | im Verein seit | vorheriger Verein    |
| Torhüter   | Torhüter                             | Torhüter           | Torhüter      | Torhüter       | Torhüter             |
| ---------- | ------------------------------------ | ------------------ | ------------- | -------------- | -------------------- |
| 01         | Uruguay Italien                      | Fernando Muslera   | 16. Juni 1986 | 2011           | Lazio Rom            |
| 67         | Turkei                               | Eray İşcan         | 19. Juli 1991 | 2012           | eigene Jugend        |
| 99         | Turkei                               | Cenk Gönen         | 21. Feb. 1988 | 2015           | Beşiktaş Istanbul    |
| Abwehr     |                                      |                    |               |                |                      |
| 15         | Suriname Niederlande                 | Ryan Donk          | 30. März 1986 | 2016           | Kasımpaşa Istanbul   |
| 21         | Kamerun Frankreich                   | Aurélien Chedjou   | 20. Juni 1985 | 2013           | OSC Lille            |
| 22         | Turkei Deutschland                   | Hakan Balta        | 23. März 1983 | 2007           | Vestel Manisaspor    |
| 23         | Frankreich Martinique                | Lionel Carole      | 12. Apr. 1991 | 2015           | ES Troyes AC         |
| 26         | Turkei                               | Semih Kaya         | 24. Feb. 1991 | 2009           | eigene Jugend        |
| 27         | Norwegen                             | Martin Linnes      | 20. Sep. 1991 | 2016           | Molde FK             |
| 28         | Deutschland Turkei                   | Koray Günter       | 16. Aug. 1994 | 2014           | Borussia Dortmund    |
| 38         | Turkei Deutschland                   | Tarık Çamdal       | 24. März 1991 | 2014           | Eskişehirspor        |
| 55         | Turkei                               | Sabri Sarıoğlu     | 26. Juli 1984 | 2001           | eigene Jugend        |
| 64         | Belgien Kongo Demokratische Republik | Jason Denayer      | 28. Juni 1995 | 2015           | Manchester City      |
| Mittelfeld |                                      |                    |               |                |                      |
| 04         | Turkei                               | Hamit Altıntop     | 8. Dez. 1982  | 2012           | Real Madrid          |
| 05         | Turkei                               | Bilal Kısa         | 22. Juni 1983 | 2015           | Akhisar Belediyespor |
| 08         | Turkei                               | Selçuk İnan        | 10. Feb. 1985 | 2011           | Trabzonspor          |
| 10         | Niederlande                          | Wesley Sneijder    | 9. Juni 1984  | 2014           | Inter Mailand        |
| 14         | Spanien                              | José Rodríguez     | 16. Dez. 1994 | 2015           | Real Madrid Castilla |
| 52         | Turkei                               | Emre Çolak         | 20. Mai 1991  | 2009           | eigene Jugend        |
| Angriff    |                                      |                    |               |                |                      |
| 07         | Turkei Deutschland                   | Yasin Öztekin      | 19. März 1987 | 2014           | Kayseri Erciyesspor  |
| 09         | Turkei                               | Umut Bulut         | 15. März 1983 | 2012           | FC Toulouse          |
| 11         | Deutschland                          | Lukas Podolski     | 4. Juni 1985  | 2015           | FC Arsenal           |
| 18         | Turkei Deutschland                   | Sinan Gümüş        | 15. Jan. 1994 | 2014           | VfB Stuttgart (II)   |
| 29         | Turkei                               | Olcan Adın         | 30. Sep. 1985 | 2014           | Trabzonspor          |
| 34         | Turkei                               | Volkan Pala        | 24. Feb. 1997 | 2016           | eigene Jugend        |
| 36         | Turkei                               | Kerem Çalışkan     | 13. Okt. 1997 | 2016           | eigene Jugend        |
|            | Turkei                               | Muhammet Yeşilyurt | 15. Sep. 1998 | 2016           | eigene Jugend        |

#### Transfers
| Zugänge | Abgänge |
| --- | --- |
| Sommer 2015 - Lionel Carole (ES Troyes AC) - Jason Denayer (Manchester City) a. - Cenk Gönen (Beşiktaş Istanbul) - Kevin Großkreutz (Borussia Dortmund) - Jem Karacan (FC Reading) - Bilal Kısa (Akhisar Belediyespor) - Lukas Podolski (FC Arsenal) Winter 2015/16 - Ryan Donk (Kasımpaşa Istanbul) - Martin Linnes (Molde FK) - Volkan Pala (eigene Jugend) | Sommer 2015 - Endogan Adili (FC Wil 1900) a. - Nordin Amrabat (FC Málaga) - Sinan Bolat (FC Porto) w.a. - Bruma (Real Sociedad San Sebastián) a. - Emre Can Coşkun (Alanyaspor) a. - Blerim Džemaili (CFC Genua) a. - Emmanuel Eboué (Vereinslos) - Umut Gündoğan (Şanlıurfaspor) a. - Oğuzhan Kayar (Gaziantep BB) a. - Yekta Kurtuluş (Sivasspor) - Felipe Melo (Inter Mailand) - Dany Nounkeu (Bursaspor) - Lucas Ontivero (NK Olimpija Ljubljana) a. - Furkan Özçal (Kayserispor) a. - Goran Pandev (CFC Genua) - Alex Telles (Inter Mailand) a. - Berk İsmail Ünsal (Giresunspor) a. - Sercan Yıldırım (Bursaspor) a. - Aydın Yılmaz (Kasımpaşa Istanbul) - Gökhan Zan (Karriere beendet) Winter 2015/16 - Emre Can Coşkun (Giresunspor) a. - Kevin Großkreutz (VfB Stuttgart) - Jem Karacan (Bursaspor) a. - Oğuzhan Kayar (Şanlıurfaspor) a. - Lucas Ontivero (CF Montreal) a. - Burak Yılmaz (Beijing Guoan) |

## Spielkleidung
| Heim | Auswärts | Ausweich |

- Ausrüster: Nike
- Trikotsponsor: Dumankaya (Liga) / Turkish Airlines (UEFA)
- Rückensponsor: Garenta

## Saison
Alle Ergebnisse aus Sicht von Galatasaray Istanbul.
Die Tabelle listet alle Süper-Lig-Spiele des Vereins der Saison 2015/16 auf. Siege sind grün, Unentschieden gelb und Niederlagen rot markiert.

### Süper Lig
| ST | Datum              | Gegner                 | Ort                                    | Ergebnis  | Tor(e) für Galatasaray Istanbul                                                                       | Karte(n) für Galatasaray Istanbul                                                     | Zuschauer |
| -- | ------------------ | ---------------------- | -------------------------------------- | --------- | --- | ------------------------------------------------------------------------------------- | --------- |
| 01 | 15. August 2015    | Sivasspor              | 4 Eylül Stadı, Sivas                   | 2:2 (0:1) | 1:2 B. Yılmaz (60.), 2:2 Podolski (81.)                                                               | Öztekin (50.), Sarıoğlu (54.), Carole (90.+2')                                        | 04.250    |
| 02 | 24. August 2015    | Osmanlıspor FK         | Türk Telekom Arena, Istanbul           | 1:2 (1:1) | 1:1 İnan (41.)                                                                                        | Sneijder (90.+3')                                                                     | 25.000    |
| 03 | 29. August 2015    | Konyaspor              | Büyükşehir Stadyumu, Konya             | 4:1 (2:1) | 1:0 B. Yılmaz (9.), 2:1 Kaya (40.), 3:1 Sneijder (89.), 4:1 Sneijder (90.+4')                         | Carole (58.), Sarıoğlu (68.), Sneijder (68.), Carole (67.)                            | 26.792    |
| 04 | 12. September 2015 | Mersin İdman Yurdu     | Türk Telekom Arena, Istanbul           | 1:1 (0:0) | 1:1 Podolski (50.)                                                                                    | Balta (14.), Sarıoğlu (38.), Adın (90.+2'), İnan (90.+4')                             | 21.450    |
| 05 | 19. September 2015 | Trabzonspor            | Hüseyin Avni Aker Stadı, Trabzon       | 1:0 (0:0) | 1:0 Mbia (82. Eigentor)                                                                               | Kaya (38.)                                                                            | 20.384    |
| 06 | 26. September 2015 | Gaziantepspor          | Türk Telekom Arena, Istanbul           | 2:1 (1:1) | 1:1 Podolski (11.), 2:1 Bulut (56.)                                                                   | Kaya (19.), Rodríguez (37.), Podolski (68.), Bulut (83.)                              | 20.012    |
| 07 | 3. Oktober 2015    | Istanbul Başakşehir FK | Başakşehir Fatih Terim Stadı, Istanbul | 2:0 (0:0) | 1:0 Podolski (77.), 2:0 Bulut (84.)                                                                   | Kısa (46.), Sneijder (50.)                                                            | 06.793    |
| 08 | 17. Oktober 2015   | Gençlerbirliği Ankara  | Türk Telekom Arena, Istanbul           | 4:1 (0:1) | 1:1 Kısa (49.), 2:1 Chedjou (53.), 3:1 Öztekin (68.), 4:1 B. Yılmaz (88. Elfmeter)                    | Carole (20.), İnan (38.)                                                              | 22.825    |
| 09 | 25. Oktober 2015   | Fenerbahçe Istanbul    | Şükrü Saracoğlu Stadı, Istanbul        | 1:1 (0:1) | 1:1 Adın (84.)                                                                                        | Chedjou (27.), Balta (43.), Sneijder (58.), Muslera (90.)                             | 45.070    |
| 10 | 29. Oktober 2015   | Eskişehirspor          | Türk Telekom Arena, Istanbul           | 4:0 (3:0) | 1:0 İnan (9.) 2:0 B. Yılmaz (41.), 3:0 B. Yılmaz (45. Foulelfmeter) 4:0 Kısa (85.)                    | İnan (34.), Karacan (50.)                                                             | 21.092    |
| 11 | 7. November 2015   | Çaykur Rizespor        | Çaykur Didi Stadı, Rize                | 3:4 (1:2) | 1:0 Sneijder (4.), 2:2 Podolski (65.), 3:2 Adın (75.)                                                 | Chedjou (34.), Bulut (43.), Öztekin (49.), Adın (81.), Bulut (88.)                    | 03.340    |
| 12 | 21. November 2015  | Antalyaspor            | Türk Telekom Arena, Istanbul           | 3:3 (1:0) | 1:0 Öztekin (9.), 2:1 Podolski (66.), 3:2 İnan (90.+1')                                               | Podolski (48.), Denayer (63.), Çolak (74.), Muslera (83.)                             | 24.800    |
| 13 | 29. November 2015  | Kasımpaşa Istanbul     | Recep Tayyip Erdoğan Stadı, Istanbul   | 2:2 (1:1) | 1:0 B. Yılmaz (13.), 2:1 Balta (51.)                                                                  | Balta (42.), İnan (75.)                                                               | 04.001    |
| 14 | 4. Dezember 2015   | Bursaspor              | Türk Telekom Arena, Istanbul           | 3:0 (0:0) | 1:0 Podolski (68.), 2:0 Öztekin (80.), 3:0 B. Yılmaz (90.)                                            | Podolski (48.), Denayer (63.), Çolak (74.), Muslera (83.)                             | 21.653    |
| 15 | 14. Dezember 2015  | Beşiktaş Istanbul      | Atatürk-Olympiastadion, Istanbul       | 1:2 (0:0) | 1:0 Sneijder (54.), 2:0 B. Yılmaz (90.+5')                                                            | Öztekin (52.), Adın (61.), İnan (68.), Chedjou (90.), Kaya (90.+3')                   | 25.801    |
| 16 | 20. Dezember 2015  | Akhisar Belediyespor   | Türk Telekom Arena, Istanbul           | 3:2 (2:0) | 1:0 Bulut (26.), 2:0 Podolski (40.), 3:1 Öztekin (56.)                                                | keine                                                                                 | 19.080    |
| 17 | 27. Dezember 2015  | Kayserispor            | Kadir Has Stadı, Kayseri               | 1:1 (0:1) | 1:1 Gümüş (61.)                                                                                       | Kaya (41.), Çamdal (60.)                                                              | 06.463    |
| 18 | 16. Januar 2016    | Sivasspor              | Türk Telekom Arena, Istanbul           | 3:1 (2:0) | 1:0 İnan (14. Foulelfmeter), 2:0 Gümüş (23.), 3:1 B. Yılmaz (86.)                                     | Gümüş (36.), İnan (64.), B. Yılmaz (85.), Chedjou (90.+1), Kısa (90.+2')              | 17.000    |
| 19 | 23. Januar 2016    | Osmanlıspor FK         | Osmanlı Stadı, Ankara                  | 2:3 (2:2) | 1:1 B. Yılmaz (31.), 2:1 Sneijder (43.)                                                               | Muslera (44.), Balta (78.)                                                            | 06.238    |
| 20 | 6. Februar 2016    | Konyaspor              | Türk Telekom Arena, Istanbul           | 0:0       | keine                                                                                                 | Podolski (65.), Chedjou (70.), Sneijder (70.)                                         | 16.698    |
| 21 | 13. Februar 2016   | Mersin Idman Yurdu     | Mersin Stadyumu, Mersin                | 1:2 (0:1) | 1:2 Podolski (88.)                                                                                    | Carole (15.), Kaya (28.), Donk (38.), Sneijder (65.), Öztekin (76.), Chedjou (90.+3') | 12.388    |
| 22 | 21. Februar 2016   | Trabzonspor            | Türk Telekom Arena, Istanbul           | 2:1 (0:1) | 1:1 Podolski (63.), 2:1 İnan (89. Foulelfmeter)                                                       | Podolski (69.), Sneijder (56.)                                                        | 22.208    |
| 23 | 28. Februar 2016   | Gaziantepspor          | Kamil Ocak Stadı, Gaziantep            | 0:2 (0:1) | keine                                                                                                 | Günter (66.), Öztekin (89.)                                                           | 07.254    |
| 24 | 6. März 2016       | Istanbul Başakşehir FK | Türk Telekom Arena, Istanbul           | 3:3 (0:2) | 1:2 Öztekin (54.), 2:2 Öztekin (71.), 3:3 İnan (87. Foulelfmeter)                                     | Sneijder (23.), İnan (45.), Öztekin (78.)                                             | 13.985    |
| 25 | 13. März 2016      | Gençlerbirliği Ankara  | 19 Mayıs Stadı, Ankara                 | 1:1 (0:1) | 1:1 İnan (61. Handelfmeter)                                                                           | Adın (25.), Kaya (90.+1')                                                             | 05.418    |
| 26 | 2. April 2016      | Eskişehirspor          | Atatürk Stadı, Eskişehir               | 3:4 (1:1) | 1:0 Kısa (10.), 2:1 Öztekin (49.), 3:4 Kaya (90.+3')                                                  | Podolski (74.), Çamdal (79.), Kaya (84.), Pala (89.)                                  | 03.961    |
| 27 | 9. April 2016      | Çaykur Rizespor        | Türk Telekom Arena, Istanbul           | 1:1 (0:0) | 1:0 Çolak (88.)                                                                                       | Carole (37.), Donk (84.)                                                              | 08.524    |
| 28 | 13. April 2016     | Fenerbahçe Istanbul    | Türk Telekom Arena, Istanbul           | 0:0       | keine                                                                                                 | Öztekin (66.), Sarıoğlu (78.)                                                         | 37.748    |
| 29 | 16. April 2016     | Antalyaspor            | Antalya Arena, Antalya                 | 2:4 (1:1) | 1:1 Ângelo (39. Eigentor), 2:2 Bulut (64.)                                                            | Balta (54.), Öztekin (86.), Bulut (90.), Donk (70.)                                   | 15.298    |
| 30 | 24. April 2016     | Kasımpaşa Istanbul     | Türk Telekom Arena, Istanbul           | 4:1 (1:1) | 1:0 Kısa (13.), 2:1 Podolski (63.), 3:1 İnan (70.), 4:1 Podolski (89.)                                | Podolski (31.)                                                                        | 06.348    |
| 31 | 29. April 2016     | Bursaspor              | Timsah Arena, Bursa                    | 1:1 (0:1) | 1:1 Adın (50.)                                                                                        | Podolski (45.), Adın (90.+2')                                                         | 21.630    |
| 32 | 8. Mai 2016        | Beşiktaş Istanbul      | Türk Telekom Arena, Istanbul           | 0:1 (0:0) | keine                                                                                                 | Podolski (8.), Sarıoğlu (14.), Sneijder (54.)                                         | 26.189    |
| 33 | 15. Mai 2016       | Akhisar Belediyespor   | 19 Mayıs Stadı, Manisa                 | 2:1 (1:0) | 1:0 İnan (45.+1' Handelfmeter), 2:0 İnan (60. Handelfmeter)                                           | İnan (5.), Sneijder (16.), Öztekin (35.)                                              | 02.087    |
| 34 | 19. Mai 2016       | Kayserispor            | Türk Telekom Arena, Istanbul           | 6:0 (3:0) | 1:0 Podolski (11.), 2:0 Gümüş (26.), 3:0 Gümüş (45.), 4:0 Kısa (58.), 5:0 İnan (62.), 6:0 Gümüş (69.) | keine                                                                                 | 05.577    |

### Türkiye Kupası
| Runde                   | Datum             | Gegner               | Ort                          | Ergebnis  | Tor(e) für Galatasaray Istanbul                                      | Karte(n) für Galatasaray Istanbul         | Zuschauer |
| ----------------------- | ----------------- | -------------------- | ---------------------------- | --------- | -------------------------------------------------------------------- | ----------------------------------------- | --------- |
| Gruppenphase            | 17. Dezember 2015 | Akhisar Belediyespor | Türk Telekom Arena, Istanbul | 2:1 (2:0) | 1:0 Bulut (9.), 2:0 Kısa (24.)                                       | Rodríguez (43.)                           | 05.000    |
| Gruppenphase            | 23. Dezember 2015 | Kastamonuspor 1966   | Gazi Stadı, Kastamonu        | 2:1 (1:0) | 1:0 Çolak (5. Foulelfmeter), 2:0 Bulut (61.)                         | Gümüş (45.), Karacan (50.), Çolak (68.)   | 02.500    |
| Gruppenphase            | 9. Januar 2016    | Karşıyaka SK         | Türk Telekom Arena, Istanbul | 3:1 (3:1) | 1:0 Gümüş (10.), 2:0 Kısa (26.), 3:1 Donk (44.)                      | keine                                     | 08.500    |
| Gruppenphase            | 12. Januar 2016   | Karşıyaka SK         | Atatürk Stadı, Izmir         | 3:1 (0:0) | 1:0 Chedjou (84.), 2:0 Chedjou (86.), 3:0 Gümüş (88.)                | keine                                     | 07.000    |
| Gruppenphase            | 19. Januar 2016   | Akhisar Belediyespor | 19 Mayıs Stadı, Manisa       | 1:1 (1:1) | 1:1 Bulut (39.)                                                      | Rodríguez (45.)                           | 08.000    |
| Gruppenphase            | 26. Januar 2016   | Kastamonuspor 1966   | Türk Telekom Arena, Istanbul | 4:1 (3:0) | 1:0 Gümüş (10.), 2:0 Gümüş (41.), 3:0 Gümüş (45.), 4:0 Karacan (55.) | Çamdal (6.)                               | 07.000    |
| Achtelfinale            | 31. Januar 2016   | Gaziantepspor        | Türk Telekom Arena, Istanbul | 3:1 (2:0) | 1:0 Adın (20.), 2:0 Gümüş (25.), 3:0 B. Yılmaz (57.)                 | Donk (6.)                                 | 14.400    |
| Viertelfinale-Hinspiel  | 10. Februar 2016  | Akhisar Belediyespor | 19 Mayıs Stadı, Manisa       | 2:1 (0:0) | 1:1 Douglão (70. Eigentor), 2:1 İnan (72.)                           | keine                                     | 10.000    |
| Viertelfinale-Rückspiel | 2. März 2016      | Akhisar Belediyespor | Türk Telekom Arena, Istanbul | 1:1 (1:0) | 1:0 Douglão (10. Eigentor)                                           | Balta (74.), Adın (78.), Muslera (90.+2') | 06.000    |
| Halbfinale-Hinspiel     | 20. April 2016    | Çaykur Rizespor      | Çaykur Didi Stadı, Rize      | 3:1 (1:0) | 1:0 Çolak (15.), 2:0 Öztekin (61.), 3:1 Podolski (90.+4')            | Carole (44.), Balta (65.)                 | 04.567    |
| Halbfinale-Rückspiel    | 4. Mai 2016       | Çaykur Rizespor      | Türk Telekom Arena, Istanbul | 0:0       | keine                                                                | Donk (29.)                                | 10.746    |

#### Finale
Das Finale fand am 26. Mai 2016 im damals neuen Fußballstadion von Antalya statt und es kam zur Begegnung vom Interkontinentalen Derby.
| Paarung                   | Galatasaray Istanbul – Fenerbahçe Istanbul |
| Ergebnis                  | 1:0 (1:0) |
| Datum                     | 26. Mai 2016 um 21:15 Uhr |
| Stadion                   | Antalya Arena, Antalya |
| Zuschauer                 | 32.539 |
| Schiedsrichter            | Mete Kalkavan |
| Schiedsrichterassistenten | Ceyhun Sesigüzel, Esat Sancaktar |
| Vierter Offizieller       | Serkan Çınar |
| Tore                      | 1:0 Lukas Podolski (31. Denayer) |
| Galatasaray Istanbul      | Fernando Muslera – Semih Kaya, Jason Denayer, Hakan Balta, Lionel Carole – Emre Çolak (89. ), Selçuk İnan , Sinan Gümüş (65. ), Wesley Sneijder (46. ), Yasin Öztekin – Lukas Podolski Ersatzbank: Cenk Gönen, Aurélien Chedjou (46. ), Martin Linnes (89. ), Sabri Sarıoğlu (64. ), Bilal Kısa, Olcan Adın, Umut Bulut, Cheftrainer: Jan Olde Riekerink ( Niederlande) |
| Fenerbahçe Istanbul       | Fabiano Ribeiro – Şener Özbayraklı (79. ), Simon Kjær, Abdoulaye Ba, Hasan Ali Kaldırım – Mehmet Topal , Souza, Alper Potuk (68. ), Nani, Volkan Şen – Robin van Persie (46. ) Ersatzbank: Ertuğrul Taşkıran, Michal Kadlec, Gökhan Gönül (79. ), Ozan Tufan, Diego, Lazar Marković (68. ), Fernandão (46. ) Cheftrainer: Vítor Pereira ( Portugal)                     |
| Gelbe Karten              | Fernando Muslera (37.), Semih Kaya (62.), Hakan Balta (70.), Yasin Öztekin (72.), Selçuk İnan (90.+2') – Alper Potuk (37.) |
| Platzverweise             | keine – Nani (Spielende) |
| Besonderheiten            | Spieler des Spiels: Lukas Podolski ( Deutschland) |

### UEFA Champions League
| Runde        | Datum              | Gegner           | Ort                                   | Ergebnis  | Tor(e) für Galatasaray Istanbul                 | Karte(n) für Galatasaray Istanbul                       | Zuschauer |
| ------------ | ------------------ | ---------------- | ------------------------------------- | --------- | ----------------------------------------------- | ------------------------------------------------------- | --------- |
| Gruppenphase | 15. September 2015 | Atlético Madrid  | Ali Sami Yen Spor Kompleksi, Istanbul | 0:2 (0:0) | keine                                           | B. Yılmaz (64.), Öztekin (73.)                          | 33.469    |
| Gruppenphase | 30. September 2015 | FK Astana        | Astana Arena, Astana                  | 2:2 (1:0) | 1:0 Kısa (31.), 2:1 Erić (86. Eigentor)         | İnan (41.), Gümüş (90.)                                 | 27.264    |
| Gruppenphase | 21. Oktober 2015   | Benfica Lissabon | Ali Sami Yen Spor Kompleksi, Istanbul | 2:1 (0:3) | 1:1 İnan (19. Handelfmeter), 2:1 Podolski (32.) | Kısa (42.), İnan (63.), Balta (70.), B. Yılmaz (90.+5') | 33.615    |
| Gruppenphase | 3. November 2015   | Benfica Lissabon | Estádio da Luz, Lissabon              | 1:2 (0:0) | 1:1 Podolski (58.)                              | B. Yılmaz (41.) İnan (55.), Adın (90.+3')               | 35.726    |
| Gruppenphase | 25. November 2015  | Atlético Madrid  | Estadio Vicente Calderón, Madrid      | 0:2 (0:1) | keine                                           | Adın (56.)                                              | 35.753    |
| Gruppenphase | 8. Dezember 2015   | FK Astana        | Ali Sami Yen Spor Kompleksi, Istanbul | 1:1 (0:0) | 1:1 İnan (64.)                                  | B. Yılmaz (90.)                                         | 27.264    |

### UEFA Europa League
| Runde                       | Datum            | Gegner    | Ort                                   | Ergebnis  | Tor(e) für Galatasaray Istanbul | Karte(n) für Galatasaray Istanbul | Zuschauer |
| --------------------------- | ---------------- | --------- | ------------------------------------- | --------- | ------------------------------- | --------------------------------- | --------- |
| Sechzehntelfinale-Hinspiel  | 18. Februar 2016 | Lazio Rom | Ali Sami Yen Spor Kompleksi, Istanbul | 1:1 (1:1) | 1:0 Sarıoğlu (12.)              | Donk (20.)                        | 33.353    |
| Sechzehntelfinale-Rückspiel | 25. Februar 2016 | Lazio Rom | Olympiastadion, Rom                   | 1:3 (0:0) | 1:2 Öztekin (62.)               | keine                             | 13.967    |

### Süper Kupa
Erstmals war die Hauptstadt Ankara Austragungsort des Supercupspiels. Der Doublegewinner Galatasaray Istanbul gewann gegen den Pokalfinalisten Bursaspor mit 1:0.
| Galatasaray Istanbul (Meister/Pokalsieger)            | Galatasaray Istanbul (Meister/Pokalsieger) | Bursaspor (Pokalfinalist) | Bursaspor (Pokalfinalist) |
| ----------------------------------------------------- | --- | --- | ------------------------- |
| Galatasaray Istanbul (Meister/Pokalsieger)            | \| 8. August 2015 um 19:45 Uhr in Ankara (Osmanlı Stadı) \| \| Ergebnis: 1:0 (1:0) \| \| Schiedsrichter: Cüneyt Çakır (Istanbul) \| \| Spielbericht \| | \| 8. August 2015 um 19:45 Uhr in Ankara (Osmanlı Stadı) \| \| Ergebnis: 1:0 (1:0) \| \| Schiedsrichter: Cüneyt Çakır (Istanbul) \| \| Spielbericht \| | Bursaspor (Pokalfinalist) |
| Galatasaray Istanbul (Meister/Pokalsieger)            | Fernando Muslera – Sabri Sarıoğlu, Hakan Balta, Aurélien Chedjou, Alex Telles – Bilal Kısa, Yasin Öztekin, Selçuk İnan , Wesley Sneijder (77. ), Lukas Podolski (84. ) – Burak Yılmaz (63. ) Ersatzbank: Eray İşcan, Koray Günter, Tarık Çamdal, Jem Karacan (84. ), Olcan Adın, Emre Çolak (63. ), Umut Bulut (77. ) Cheftrainer: Hamza Hamzaoğlu | Mert Günok – Emre Taşdemir, Serdar Aziz , Erdem Özgenç, Aziz Behich (71. ), Tomáš Sivok – Samil Cinaz, Ozan Tufan, Josue, Cristóbal Jorquera (72. ) – Cédric Bakambu Ersatzbank: Harun Tekin, Dany Nounkeu, Luis Advíncula (72. ), Bekir Yılmaz, Furkan Soyalp, Aydın Karabulut, Ozan İpek (71. ) Cheftrainer: Ertuğrul Sağlam | Bursaspor (Pokalfinalist) |
| Galatasaray Istanbul (Meister/Pokalsieger)            | 1:0 Yasin Öztekin (21. Kısa) | | Bursaspor (Pokalfinalist) |
| Galatasaray Istanbul (Meister/Pokalsieger)            | Selçuk İnan (35.), Yasin Öztekin (52.), Lukas Podolski (81.) | Ozan İpek (90.) | Bursaspor (Pokalfinalist) |
| Galatasaray Istanbul (Meister/Pokalsieger)            | Emre Çolak (88., grobes Foulspiel) | | Bursaspor (Pokalfinalist) |
| Galatasaray Istanbul (Meister/Pokalsieger)            | Spieler des Spiels: Yasin Öztekin | | Bursaspor (Pokalfinalist) |
| 8. August 2015 um 19:45 Uhr in Ankara (Osmanlı Stadı) | | |                           |
| Ergebnis: 1:0 (1:0)                                   | | |                           |
| Schiedsrichter: Cüneyt Çakır (Istanbul)               | | |                           |
| Spielbericht                                          | | |                           |

### Freundschaftsspiele
Diese Tabelle führt die ausgetragenen Freundschaftsspiele auf.
| Datum            | Gegner              | Ort                                          | Ergebnis  | Tor(e) für Galatasaray Istanbul                      | Karte(n) für Galatasaray Istanbul |
| ---------------- | ------------------- | -------------------------------------------- | --------- | ---------------------------------------------------- | --------------------------------- |
| 11. Juli 2015    | FC Vysočina Jihlava | Vorwärts-Stadion, Steyr                      | 2:1 (1:1) | 1:0 Gümüş (41.), 2:1 Gümüş (49.)                     | keine                             |
| 14. Juli 2015    | SV Ried             | Innviertel Arena, Ried im Innkreis           | 3:2 (0:0) | 1:2 Yıldırım (80.), 2:2 Carole (84.), 3:2 Kısa (84.) | keine                             |
| 22. Juli 2015    | Celta Vigo          | Stadion Villach-Lind, Villach                | 2:1 (2:0) | 1:0 Çolak (24. Foulelfmeter), 2:0 Podolski (38.)     | Altıntop (39.)                    |
| 25. Juli 2015    | Udinese Calcio      | Wörthersee Stadion, Klagenfurt am Wörthersee | 0:0       | keine                                                | keine                             |
| 28. Juli 2015    | OGC Nizza           | keine                                        | 0:4 (1:1) | keine                                                | Sarıoğlu (56.), Kısa (88.)        |
| 2. August 2015   | Inter Mailand       | Türk Telekom Arena, Istanbul                 | 1:0 (0:0) | 1:0 Sneijder (54.)                                   | Podolski (45.)                    |
| 18. August 2015  | Real Madrid         | Estadio Santiago Bernabéu, Madrid            | 1:2 (0:1) | 1:1 Sneijder (52.)                                   | keine                             |
| 10. Oktober 2015 | Panthrakikos        | Komotini Stadion, Komotini                   | 1:0 (0:0) | 1:0 Sarıoğlu (73.)                                   | keine                             |
| 28. Juli 2015    | FK Sarajevo         | Stadion Asim Ferhatović Hase, Sarajevo       | 3:3 (2:2) | 1:0 Adın (13.), 2:0 Gümüş (24.) 3:3 Ergün (70.)      | keine                             |

## Statistiken

### Teamstatistik
| Wettbewerb            | Punkte | daheim | daheim | daheim | daheim | daheim | auswärts | auswärts | auswärts | auswärts | auswärts | Gesamt | Gesamt | Gesamt | Gesamt | Gesamt | Tordifferenz |
| Wettbewerb            | Punkte | Sp     | S      | U      | N      | TV     | Sp       | S        | U        | N        | TV       | Sp     | S      | U      | N      | TV     | Tordifferenz |
| --------------------- | ------ | ------ | ------ | ------ | ------ | ------ | -------- | -------- | -------- | -------- | -------- | ------ | ------ | ------ | ------ | ------ | ------------ |
| Süper Lig             | 51     | 17     | 9      | 6      | 2      | 40:18  | 17       | 4        | 6        | 7        | 29:31    | 34     | 13     | 12     | 9      | 69:49  | +20          |
| Türkiye Kupası        | –      | 6      | 4      | 2      | 0      | 13:5   | 6        | 5        | 1        | 0        | 12:5     | 12     | 9      | 3      | 0      | 25:10  | +15          |
| UEFA Champions League | –      | 3      | 1      | 1      | 1      | 3:4    | 3        | 0        | 1        | 2        | 3:6      | 6      | 1      | 2      | 3      | 6:10   | −4           |
| UEFA Europa League    | –      | 1      | 0      | 1      | 0      | 1:1    | 1        | 0        | 0        | 1        | 1:3      | 2      | 0      | 1      | 1      | 2:4    | −2           |
| Gesamt                | 51     | 27     | 14     | 10     | 3      | 53:33  | 27       | 9        | 8        | 10       | 45:45    | 54     | 23     | 18     | 13     | 102:73 | +29          |

### Saisonverlauf
| Spieltag | 1 | 2  | 3  | 4 | 5 | 6 | 7 | 8 | 9 | 10 | 11 | 12 | 13 | 14 | 15 | 16 | 17 | 18 | 19 | 20 | 21 | 22 | 23 | 24 | 25 | 26 | 27 | 28 | 29 | 30 | 31 | 32 | 33 | 34 |
| -------- | - | -- | -- | - | - | - | - | - | - | -- | -- | -- | -- | -- | -- | -- | -- | -- | -- | -- | -- | -- | -- | -- | -- | -- | -- | -- | -- | -- | -- | -- | -- | -- |
| Spielort | A | H  | A  | H | A | H | A | H | A | H  | A  | H  | A  | H  | A  | H  | A  | H  | A  | H  | A  | H  | A  | H  | A  | H  | A  | H  | A  | H  | A  | H  | A  | H  |
| Resultat | U | N  | S  | U | S | S | S | S | U | S  | N  | U  | U  | S  | N  | S  | U  | S  | N  | U  | N  | S  | N  | U  | U  | U  | N  | U  | N  | S  | U  | N  | S  | S  |
| Platz    | 7 | 13 | 10 | 8 | 8 | 4 | 2 | 2 | 2 | 2  | 3  | 3  | 4  | 4  | 4  | 3  | 3  | 3  | 3  | 3  | 5  | 3  | 5  | 5  | 5  | 5  | 5  | 6  | 8  | 6  | 6  | 7  | 6  | 6  |

Quelle: https://www.weltfussball.de/spielplan/tur-sueper-lig-2015-2016
Legende: Spielort: H = Heim; A = Auswärts. Resultat: S = Sieg; U = Unentschieden; N = Niederlage

### Spielerstatistiken
| Spieler            | Süper Lig | Süper Lig | Süper Lig   | Süper Lig  | Türkiye Kupası / Süper Kupa | Türkiye Kupası / Süper Kupa | Türkiye Kupası / Süper Kupa | Türkiye Kupası / Süper Kupa | Champions League / Europa League | Champions League / Europa League | Champions League / Europa League | Champions League / Europa League | Total    | Total | Total       | Total      |
| Spieler            | Einsätze  | Tore      | Gelbe Karte | Rote Karte | Einsätze                    | Tore                        | Gelbe Karte                 | Rote Karte                  | Einsätze                         | Tore                             | Gelbe Karte                      | Rote Karte                       | Einsätze | Tore  | Gelbe Karte | Rote Karte |
| ------------------ | --------- | --------- | ----------- | ---------- | --------------------------- | --------------------------- | --------------------------- | --------------------------- | -------------------------------- | -------------------------------- | -------------------------------- | -------------------------------- | -------- | ----- | ----------- | ---------- |
| Olcan Adın         | 27        | 3         | 5           | 0          | 10                          | 1                           | 1                           | 0                           | 6                                | 0                                | 2                                | 0                                | 43       | 4     | 8           | 0          |
| Hamit Altıntop     | 0         | 0         | 0           | 0          | 0                           | 0                           | 0                           | 0                           | 0                                | 0                                | 0                                | 0                                | 0        | 0     | 0           | 0          |
| Hakan Balta        | 27        | 1         | 5           | 0          | 9                           | 0                           | 2                           | 1                           | 8                                | 0                                | 1                                | 0                                | 44       | 1     | 8           | 1          |
| Umut Bulut         | 27        | 4         | 3           | 1          | 11                          | 3                           | 0                           | 0                           | 8                                | 0                                | 0                                | 0                                | 46       | 7     | 3           | 1          |
| Kerem Çalışkan     | 0         | 0         | 0           | 0          | 0                           | 0                           | 0                           | 0                           | 0                                | 0                                | 0                                | 0                                | 0        | 0     | 0           | 0          |
| Tarık Çamdal       | 8         | 0         | 2           | 0          | 7                           | 0                           | 1                           | 0                           | 0                                | 0                                | 0                                | 0                                | 15       | 0     | 3           | 0          |
| Lionel Carole      | 19        | 0         | 5           | 1          | 9                           | 0                           | 1                           | 0                           | 5                                | 0                                | 0                                | 0                                | 33       | 0     | 6           | 1          |
| Aurélien Chedjou   | 19        | 1         | 6           | 0          | 6                           | 2                           | 0                           | 0                           | 6                                | 0                                | 0                                | 0                                | 31       | 3     | 6           | 0          |
| Emre Çolak         | 18        | 1         | 1           | 0          | 10                          | 2                           | 1                           | 1                           | 2                                | 0                                | 0                                | 0                                | 30       | 3     | 2           | 1          |
| Jason Denayer      | 17        | 0         | 1           | 0          | 5                           | 0                           | 0                           | 0                           | 6                                | 0                                | 0                                | 0                                | 28       | 0     | 1           | 0          |
| Ryan Donk          | 14        | 0         | 3           | 1          | 6                           | 1                           | 2                           | 0                           | 2                                | 0                                | 1                                | 0                                | 22       | 1     | 6           | 1          |
| Batuhan Ergün      | 0         | 0         | 0           | 0          | 0                           | 0                           | 0                           | 0                           | 0                                | 0                                | 0                                | 0                                | 0        | 0     | 0           | 0          |
| Cenk Gönen         | 1         | 0         | 0           | 0          | 5                           | 0                           | 0                           | 0                           | 0                                | 0                                | 0                                | 0                                | 6        | 0     | 0           | 0          |
| Kevin Großkreutz   | 0         | 0         | 0           | 0          | 0                           | 0                           | 0                           | 0                           | 0                                | 0                                | 0                                | 0                                | 0        | 0     | 0           | 0          |
| Sinan Gümüş        | 15        | 5         | 1           | 0          | 8                           | 6                           | 1                           | 0                           | 3                                | 0                                | 1                                | 0                                | 26       | 11    | 3           | 0          |
| Koray Günter       | 9         | 0         | 1           | 0          | 6                           | 0                           | 0                           | 0                           | 1                                | 0                                | 0                                | 0                                | 16       | 0     | 1           | 0          |
| Selçuk İnan        | 28        | 11        | 7           | 1          | 8                           | 1                           | 2                           | 0                           | 7                                | 2                                | 3                                | 0                                | 43       | 14    | 12          | 1          |
| Eray İşcan         | 0         | 0         | 0           | 0          | 2                           | 0                           | 0                           | 0                           | 0                                | 0                                | 0                                | 0                                | 2        | 0     | 0           | 0          |
| Jem Karacan        | 2         | 0         | 1           | 0          | 5                           | 1                           | 1                           | 0                           | 1                                | 0                                | 0                                | 0                                | 8        | 1     | 2           | 0          |
| Semih Kaya         | 21        | 2         | 7           | 1          | 6                           | 0                           | 1                           | 0                           | 4                                | 0                                | 0                                | 0                                | 31       | 2     | 8           | 1          |
| Bilal Kısa         | 22        | 5         | 2           | 0          | 9                           | 2                           | 0                           | 0                           | 5                                | 1                                | 1                                | 0                                | 36       | 8     | 3           | 0          |
| Felipe Melo        | 2         | 0         | 0           | 0          | 0                           | 0                           | 0                           | 0                           | 0                                | 0                                | 0                                | 0                                | 2        | 0     | 0           | 0          |
| Fernando Muslera   | 33        | 0         | 3           | 0          | 7                           | 0                           | 2                           | 0                           | 8                                | 0                                | 0                                | 0                                | 48       | 0     | 5           | 0          |
| Martin Linnes      | 10        | 0         | 0           | 0          | 7                           | 0                           | 0                           | 0                           | 0                                | 0                                | 0                                | 0                                | 17       | 0     | 0           | 0          |
| Yasin Öztekin      | 30        | 7         | 9           | 0          | 11                          | 2                           | 2                           | 0                           | 8                                | 1                                | 1                                | 0                                | 49       | 10    | 12          | 0          |
| Volkan Pala        | 3         | 0         | 1           | 0          | 1                           | 0                           | 0                           | 0                           | 0                                | 0                                | 0                                | 0                                | 4        | 0     | 1           | 0          |
| Lukas Podolski     | 30        | 13        | 8           | 0          | 5                           | 2                           | 1                           | 0                           | 8                                | 2                                | 0                                | 0                                | 43       | 17    | 9           | 0          |
| José Rodríguez     | 14        | 0         | 2           | 0          | 6                           | 0                           | 2                           | 0                           | 3                                | 0                                | 0                                | 0                                | 23       | 0     | 4           | 0          |
| Sabri Sarıoğlu     | 27        | 0         | 5           | 0          | 8                           | 0                           | 1                           | 0                           | 8                                | 1                                | 0                                | 0                                | 43       | 1     | 6           | 0          |
| Wesley Sneijder    | 25        | 5         | 11          | 0          | 7                           | 1                           | 0                           | 0                           | 8                                | 0                                | 0                                | 0                                | 40       | 6     | 11          | 0          |
| Alex Telles        | 2         | 0         | 0           | 0          | 1                           | 0                           | 0                           | 0                           | 0                                | 0                                | 0                                | 0                                | 3        | 0     | 0           | 0          |
| Muhammet Yeşilyurt | 0         | 0         | 0           | 0          | 0                           | 0                           | 0                           | 0                           | 0                                | 0                                | 0                                | 0                                | 0        | 0     | 0           | 0          |
| Burak Yılmaz       | 15        | 9         | 1           | 0          | 2                           | 1                           | 0                           | 0                           | 4                                | 0                                | 4                                | 0                                | 21       | 10    | 5           | 0          |